# Église Saint-Pierre de Saint-Pierre-de-Manneville
L'église Saint-Pierre est une église catholique située dans la commune de Saint-Pierre-de-Manneville, en France.

## Localisation
L'église est située à Saint-Pierre-de-Manneville, commune du département français de la Seine-Maritime.

## Historique
L'édifice actuel est daté du XVIe siècle.
L'édifice est classé au titre des monuments historiques le 27 mars 1914.

## Description
L'édifice est en pierre.
La nef est divisée en deux parties.
L'église comporte un retable de bois et des fonts baptismaux du XVIIIe siècle, une poutre de gloire du XVIIe siècle et une litre funéraire datée 1727.
L'édifice conserve des vitraux dont certains du XVIe siècle et d'autres du XIXe siècle.
Il est pourvu d’un orgue à tuyaux en juin 2024.